# Uroskinnera
Uroskinnera je biljni rod iz porodice trpučevki  (Plantaginaceae). Sastoji se od 4 vrste, 3 iz Meksika i jedna iz Gvatemale i Salvadora.Tipična je vrsta Uroskinnera spectabilis.

## Etimologija
Ime roda Uroskinnera je u čast Georgea Ure Skinnera (1804. – 1867.), engleskog trgovca, ornitologa i sakupljača biljaka.

## Opis
Prvi puta opisan je u Gard. Chron., 1857.

## Vrste
1. Uroskinnera almedae T.F.Daniel & D.E.Breedlove
2. Uroskinnera flavida Lundell
3. Uroskinnera hirtiflora Hemsl.
4. Uroskinnera spectabilis Lindl.; Gvatemala, Salvador